# رؤیای نیمه شب تابستان (فیلم ۱۹۵۹)
«رؤیای نیمه شب تابستان» (چکی: Sen noci svatojánské) یک فیلم است که در سال ۱۹۵۹ منتشر شد.